# Mensa
Mensa er en international forening, stiftet i England i 1946, med det formål at give intelligente mennesker fra alle samfundslag mulighed for at mødes under afslappede former.
Det er en non-profit organisation uden politiske eller religiøse tilhørsforhold. Vedtægterne udelukker ganske enkelt formulering af meninger på Mensas vegne. Foreningen tæller 120.000 medlemmer på verdensplan, fordelt på 103 lande. I 56 af landene findes der aktive foreninger. Mensa Danmark er lige som andre nationale afdelinger en selvstændig forening med egne vedtægter og generalforsamling. Mensa International stiller dog visse minimumskrav til vedtægterne i de nationale afdelinger.
Ordet mensa betyder "bord" på latin. Navnet er valgt, fordi Mensa er en forening, hvor alle kan samles "om det runde bord" uanset alder, tro og nationalitet. 
For at blive medlem af Mensa skal man i en anerkendt intelligenstest måles til en intelligenskvotient på over 130 (standardafvigelse 15). Det svarer til at man tilhører de 2% af befolkningen som har den højeste intelligens.

## Mensa Danmark
Mensa Danmark er den nationale afdeling af Mensa International. Foreningen blev stiftet i 1982 og tæller i dag ca 2000 medlemmer med stadigt flere hvert år. Kvinder udgør ca 36% af de nye medlemmer. Foreningens medlemmer mødes til sociale og oplysende arrangementer, med medlemmernes fælles interesser som omdrejningspunkt. Formanden for foreningen er Ib Daustrand Laustsen, valgt 2023.
Mensa Danmark afholder adgangsgivende test mange steder i landet. Herudover godkendes en række autoriserede tests.

## Logo
Mensas nuværende logo blev tegnet omkring 1970 af Peter Devenish.
Logoet forestiller et stiliseret kvadratisk bord set skråt oppefra, således at det minder om et M. På bordet står en globus.
Logoets firkantede bord er blevet kritiseret for at passe dårligt til en rundbordsforening. Peter Devenish har derfor designet et nyt logo. Det nye logo er af Mensa International anerkendt som alternativ til det nuværende logo, men det bliver alligevel ikke brugt.

## Kendte medlemmer
Medlemskab betragtes som en privat sag, men følgende medlemmer har fortalt offentligt om deres medlemskab:
- Jean M. Auel[3], amerikansk forfatter
- Geena Davis[4], amerikansk skuespiller
- Alan Rachins[3], amerikansk skuespiller
- Norman Schwarzkopf[4], amerikansk general